# Zethus spinipes
Zethus spinipes är en stekelart som beskrevs av Thomas Say 1837. Zethus spinipes ingår i släktet Zethus och familjen Eumenidae. Utöver nominatformen finns också underarten Z. s. variegatus.